# Малые Тюмерли
Ма́лые Тюмерли́ (чув. Кĕçĕн Тӳмерле) — деревня в Ядринском районе Чувашской Республики. Входит в состав Малокарачкинского сельского поселения.

## География
Находится в северо-западной части Чувашии, на расстоянии приблизительно 20 км на северо-восток по прямой от районного центра города Ядрин на правом берегу речки Унга, вблизи автомагистрали М-7.

## История
Известна с 1727 года, когда в ней было отмечено 36 жителей мужского пола. В 1783 году учтено 67 мужчин, в 1795 году — 36 дворов, 188 жителей, в 1858 году — 321 житель, в 1890 году — 86 дворов, 429 жителей, в 1906 году — 135 дворов, 562 жителя, в 1926 году — 136 дворов, 628 жителей. До 1929 года носила два названия — Малая Тюмерля и Емалок. В первой половине 1930-х годов из деревни выделилась деревня Емалоки. В 1939 году учтено было 325 жителей, в 1979 году — 339. В 2010 году было 83 двора, в 2010 году — 73 домохозяйства. В 1930 году был образован колхоз «КИМ», в 2010 году действовал СХПК «Трудовик».

## Население
Постоянное население составляло 224 человек (чуваши 98 %) в 2002 году, 172 в 2010 году.